# Гордиенко, Родион Александрович
Родион Александрович Гордиенко (латыш. Rodions Gordijenko; 7 июня 1935, Одесса — 9 октября 2017, Рига) — советский и латвийский актёр театра и кино, заслуженный артист Латвийской ССР (1979).

## Биография
Родился 7 июня 1935 года в Одессе. В 1962 году, окончив Высшее театральное училище им. Щепкина, переехал в Ригу и поступил в труппу Рижского театра русской драмы. В 1979 году был удостоен звания заслуженного артиста Латвийской ССР.
Был женат на актрисе Нине Старовойтенко.
Умер 9 октября 2017 года в Риге, похоронен на Плявниекском кладбище.

## Театральные работы
- 1965 — «Вестсайдская история» А. Лорентса и Л. Бернстайна (Тони)
- 1966 — «Доходное место» А. Островского (Жадов)
- 1968 — «Кавказский меловой круг» Б. Брехта (Лаврентий)
- 1969 — «Варвары» М. Горького (Степан Лукин)
- 1970 — «На дне» М. Горького (Барон)
- 1972 — «Затюканный апостол» А. Макаенка
- 1973 — «На всякого мудреца довольно простоты» А. Островского (Городулин)
- 1974 — «Беседы с Сократом» Э. Радзинского (Продик)
- 1978 — «Аморальная история» Э. Брагинского (Филимонов)
- 1979 — «Мы, нижеподписавшиеся» А. Гельмана (Семенов)
- 1993 — «Жених из Иерусалима» Йосефа Бар-Йосефа (Саймон)

## Фильмография
- Под землёй (1963, капитан Добромамин)
- Армия «Трясогузки» снова в бою (1968, эпизод)
- Паруса (1977, эпизод)
- Краткое наставление в любви (1982, эпизод)
- Архангел (2005, член политбюро)

## Озвучивание
- До осени далеко (Робис; роль У. Пуцитиса)